# Infern en el cristianisme

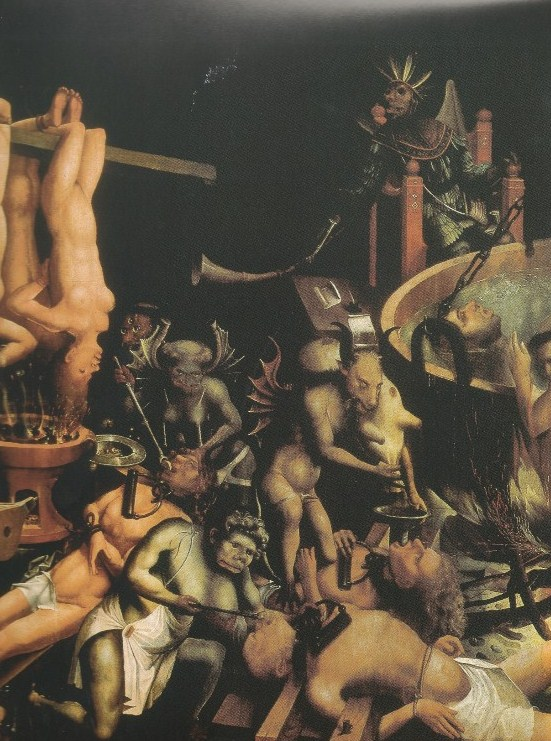
Un detall de la representació de l'infern de Hieronymus Bosch

En la teologia cristiana, l'Infern és el lloc o estat al qual, per judici definitiu de Déu, els pecadors impenitents passen en el judici general, o, com alguns cristians creuen, immediatament després de la mort (judici particular). El seu caràcter es dedueix de l'ensenyament dels textos bíblics, alguns dels quals, interpretats literalment, han donat lloc a la idea popular de l'Infern. Els teòlegs d'avui en general veuen l'Infern com la conseqüència lògica de rebutjar la unió amb Déu i amb la justícia i la misericòrdia de Déu.
Diferents paraules hebrees i gregues es tradueixen com "infern". Aquestes paraules inclouen:
- "Sheol" a la Bíblia hebrea i "Hades" al Nou Testament. Moltes versions modernes, com la New International Version, tradueixen Sheol com a "tomba" i simplement transliteran "Hades". En general, s'acorda que tant el Sheol com l'Hades no solen referir-se al lloc del càstig etern, sinó a la tomba, la residència temporal dels morts, l'inframon.[3]
- "Gehenna" al Nou Testament, on es descriu com un lloc on tant l'ànima com el cos podrien ser destruïts (Mateu 10:28) en "foc inextingible" (Marc 9:43). La Gehenna era un lloc físic fora de les muralles de la ciutat on es cremaven escombraries i on s'enviaven leprosos i marginats, d'aquí el plor i cruixir de dents.
- El verb grec ταρταρῶ (tartarō, derivat del Tàrtar), que apareix una vegada al Nou Testament (a 2 Pere 2:4), gairebé sempre es tradueix amb una frase com ara "llençat a l'infern". "Tàrtar és un nom grec per a un lloc subterrani de càstig diví inferior a Hades".［2 Pere 2:4］